# Jan Dijkema
Jan Dijkema (Schipborg, 23 september 1944) is een Nederlands politicus, socioloog en sportbestuurder.

## Biografie
Dijkema studeerde sociologie aan de Rijksuniversiteit Groningen en was in 1978 met 32 jaar de jongste bestuurder in de Nederlandse politiek. In de provincie Overijssel werd hij toen gedeputeerde namens de PvdA waar hij te maken kreeg met de herstructurering van Twente na de textielcrisis: "Met Europese middelen hebben we toen veel kunnen doen". Daarnaast was Dijkema nauw betrokken bij de financiering van IJsbaan Twente als lid van het comité van aanbeveling. In 1994 verruilde hij de politiek voor de schaatssport als vicevoorzitter bij de Koninklijke Nederlandsche Schaatsenrijders Bond (KNSB). In die hoedanigheid werd hij afgevaardigde bij de Internationale Schaatsunie (ISU). Van 1994 tot 2010 bekleedde hij de functie van ISU-bestuurslid. In 2010 werd hij vicevoorzitter hardrijden bij de ISU met de disciplines langebaanschaatsen en shorttrack in de portefeuille.

### Voorzitter ISU
In 2016 werd Dijkema tijdens het congres in Dubrovnik gekozen tot voorzitter van de ISU als opvolger van de aftredende Italiaan Ottavio Cinquanta. In juni 2018 werd zijn termijn met vier jaar verlengd.
In april 2018 werd Jan Dijkema benoemd tot WADA Foundation Board Member (als vertegenwoordiger van de Wintersportbonden) en in november 2019 tot lid namens het IOC van de Coördinatie Commissie voor de XXV Olympische Winterspelen in Milano Cortina, 2026.
Zijn beleid als ISU-voorzitter is gebaseerd op drie pijlers.
Onder de noemer 'development' wil hij de schaatssport wereldwijd verder ontwikkelen in alle ISU-disciplines: kunstrijden, langebaanschaatsen, shorttrack en synchroonschaatsen. Het doel is om de kwaliteit en kwantiteit van schaatsers, coaches en officials wereldwijd te verhogen en het aantal ISU-leden te vergroten dat competitief is op ISU-evenementen en de Olympische Winterspelen. In 2016 heeft de ISU hiertoe een nieuw ontwikkelprogramma opgezet waarbij maatwerk aan landen wordt geboden. De focus ligt onder meer op het gaan bieden van opleidingen aan coaches en officials via e-learning, kruisbestuiving met andere sporten zoals inline-skaten, talentontwikkeling en het realiseren van ISU Centres of Excellence.
Bij de pijler 'marketing en promotie' wordt ernaar gestreefd om wereldwijd meer fans bij de ISU-disciplines te betrekken en hun beleving te vergroten. Sinds het voorzitterschap van Dijkema wordt er gewerkt aan een nieuwe cross-mediastrategie gericht op de fans en het in de spotlights zetten van de schaatsers. Tevens worden de event formats onder de loep genomen. Zo heeft Dijkema zich ervoor ingezet dat de Mixed Gender Relay in het shorttrack als nieuw onderdeel is toegevoegd aan het programma van de Olympische Winterspelen in 2022. Tevens heeft hij voor de ISU nieuwe contracten afgesloten met mediapartners en commerciële partijen.
'Good governance' is het derde speerpunt in de aanpak. Integriteit, transparantie en samenwerking moeten de kernwaarden zijn binnen het bestuur van de schaatssport. Ook worden er maatregelen getroffen op het thema duurzaamheid. Dijkema heeft zich eveneens hard gemaakt voor een atletencommissie. "Zo creëer je een nieuwe generatie bestuurders die gaandeweg het stokje over kunnen nemen".
Als voorzitter nam Dijkema afstand van zijn voorganger Cinquanta om levenslange schorsingen op te leggen aan deelnemers aan de Icederby. Wel moet er volgens hem in het allrounden wat veranderen aan marketing en amusement rond deze evenementen door de schaatskalender te herzien, waarbij hij verwijst naar Red Bull Crashed Ice. In 2018 werd Dijkema verkozen voor een nieuwe termijn van vier jaar. Op 10 juni 2022 werd Dijkema opgevolgd door de Zuid-Koreaan Kim Jae-yeol.
Dijkema hield kantoor in zijn woonplaats Tubbergen.